# Aeropuerto de Stony Rapids
El Aeropuerto de Stony Rapids (del inglés: Stony Rapids Airport) (IATA: YSF, OACI: CYSF) está ubicado adyacente a Stony Rapids, Saskatchewan, Canadá.
El 25 de junio de 2006 este aeropuerto fue empleado para evacuar a residentes del norte de Saskatchewan cuando Stony Rapids y otras comunidades cercanas fueron amenazadas por incendios forestales.

## Aerolíneas y destinos
- Pronto Airways
  - Prince Albert / Aeropuerto de Prince Albert
  - La Ronge / Aeropuerto de La Ronge
  - Points North / Aeropuerto de Points North
  - Saskatoon / Aeropuerto Internacional de Saskatoon John G. Diefenbaker
  - Wollaston Lake / Aeropuerto de Wollaston Lake
  - Uranium City / Aeropuerto de Uranium City
- Transwest Air
  - Fond-du-lac / Aeropuerto de Fond-du-lac
  - La Ronge / Aeropuerto de La Ronge